# Grevilleoideae
Grevilleoideae — подсемейство цветковых растений, включённое в семейство Протейные (Proteaceae) порядка Протеецветные (Proteales).

## Ботаническое описание
В подсемейство входят самые разнообразные нетравянистые растения — деревья, кустарники и полукустарники. Общими признаками для всех видов подсемейства являются собранные в скопления корни и семядоли уховидной формы. У большинства видов цветки собраны по два с общим прицветным листком, однако у некоторых они одиночные или собраны в иные группы. Многие представители подсемейства обладают щитковидными или головчатыми соцветиями и плодами-листовками.
Подавляющее большинство видов произрастает в Южном полушарии — в Южной Америке и Океании. Лишь один род — Brabejum из трибы Macadamieae известен из Южной Африки.

## Таксономия
|  |                                      |  |                                                         |                                                         |                     |  | ещё 2 семейства |                    |                             |         |
|  |                                      |  |                                                         |                                                         |                     |  |                 |                    |                             | 4 трибы |
|  |                                      |  |                                                         | порядок Протеецветные                                   |                     |  |                 |                    | подсемейство Grevilleoideae |         |
|  |                                      |  |                                                         | порядок Протеецветные                                   |                     |  |                 |                    | подсемейство Grevilleoideae |         |
|  | отдел Цветковые, или Покрытосеменные |  |                                                         |                                                         | семейство Протейные |  |                 |                    |                             |         |
|  | отдел Цветковые, или Покрытосеменные |  |                                                         |                                                         |                     |  |                 |                    |                             |         |
|  |                                      |  | ещё 58 порядков цветковых растений (по Системе APG III) | ещё 58 порядков цветковых растений (по Системе APG III) |                     |  |                 | ещё 4 подсемейства | ещё 4 подсемейства          |         |
|  |                                      |  |                                                         | ещё 58 порядков цветковых растений (по Системе APG III) |                     |  |                 |                    | ещё 4 подсемейства          |         |

### Трибы
- без трибы

Carnarvonia F.Muell., 1867
Sphalmium B.G.Briggs, B.Hyland & L.A.S.Johnson, 1975
- Banksieae Rchb., 1828 — 2 подтрибы
- Embothrieae Meisn., 1856 — 4 подтрибы
- Macadamieae Venk.Rao, 1968 — 4 подтрибы
- Roupaleae Meisn., 1841 — 4 подтрибы и 4 рода, не включённые в подтрибы